# Notopygos subpragigas
Notopygos subpragigas är en ringmaskart som beskrevs av Uschakov och Wu 1962. Notopygos subpragigas ingår i släktet Notopygos och familjen Amphinomidae. Inga underarter finns listade i Catalogue of Life.